# Castelo de Tournon

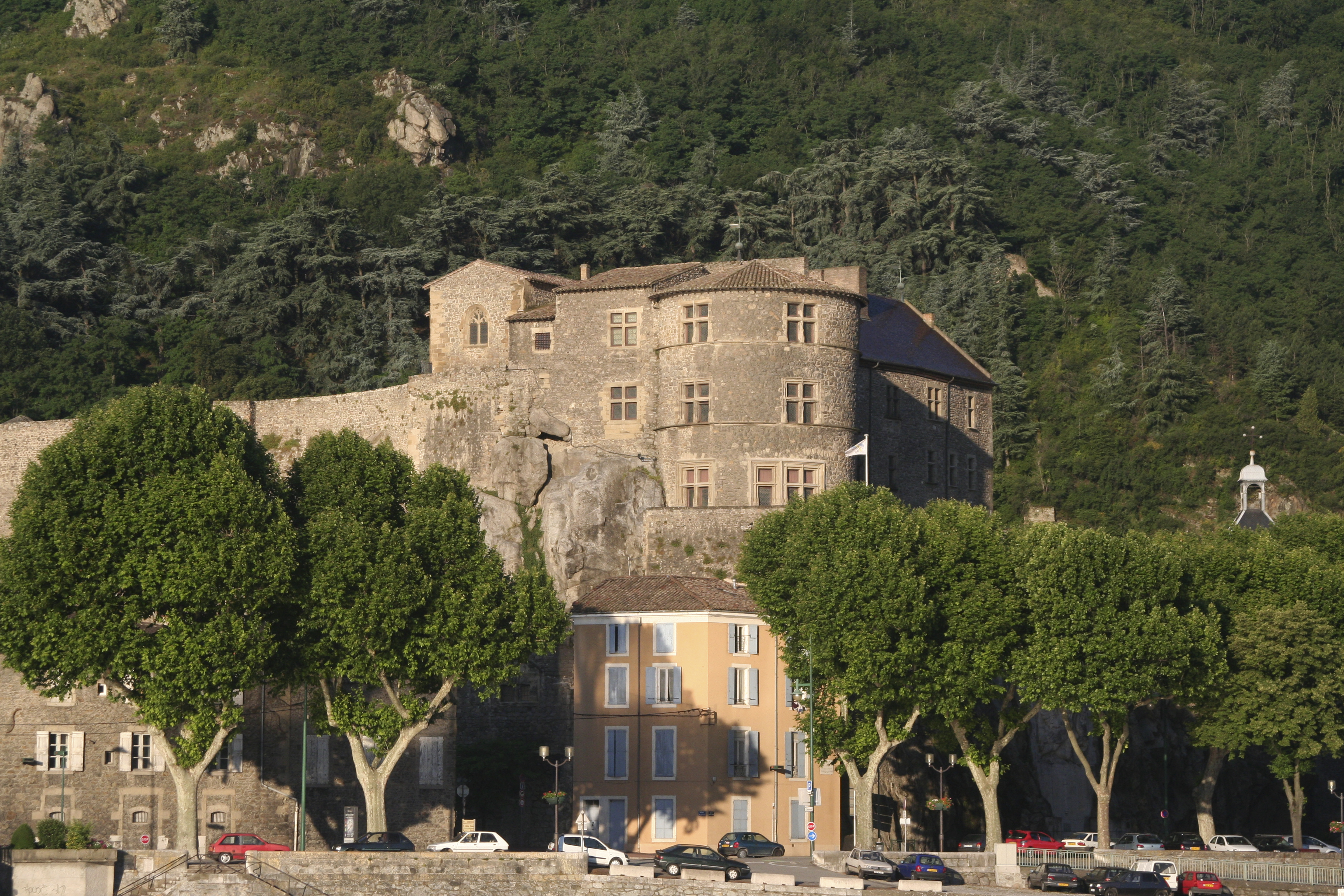
O castelo

O Château de Tournon é um castelo em Tournon-sur-Rhône, Ardèche, na França. Foi construído no século XVI. Está listado como um monumento histórico oficial desde julho de 1926.